# Dwergsterrenstelsel

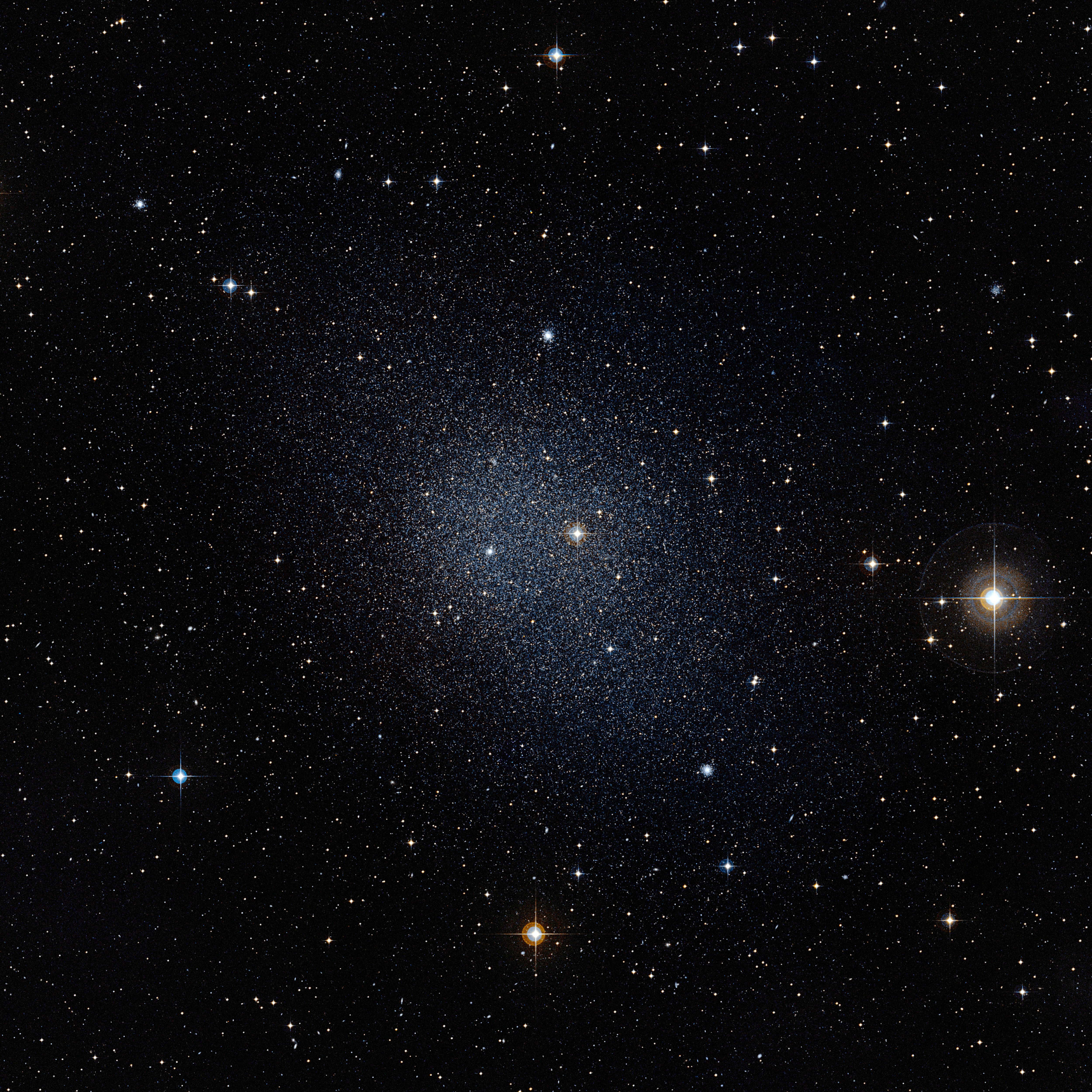
Het Fornax dwergstelsel, een voorbeeld van een elliptisch dwergsterrenstelsel

Een dwergsterrenstelsel (Engels: dwarf galaxy) is een sterrenstelsel met beduidend minder sterren dan een standaard sterrenstelsel. De uiterste grens waarbij een sterrenstelsel nog als dwergsterrenstelsel telt is niet precies gedefinieerd. 
Er zijn veel dwergsterrenstelsels in de Lokale Groep. Vaak cirkelen ze rond grotere sterrenstelsels zoals de Melkweg en de Andromedanevel.
Om de Melkweg zweven 19 bekende dwergsterrenstelsels. Recente ontdekkingen hebben ertoe geleid dat astronomen geloven dat de grootste bolvormige sterrenhoop in de Melkweg, de Omega Centauri, in feite de kern is van een dwergsterrenstelsel met een zwart gat in het midden. 